# هزاع مجالی
هزاع مجالی (عربی: هزاع بركات المجالي؛ ۱ ژانویهٔ ۱۹۱۷ – ۲۹ اوت ۱۹۶۰) سیاست‌مدار اهل اردن بود. وی دو بار از ۱۵ دسامبر ۱۹۵۵ تا ۲۱ دسامبر ۱۹۵۵ و سپس از ۶ مه ۱۹۵۹ تا ۲۹ اوت ۱۹۶۰ نخست‌وزیر اردن بود.
هزاع مجالی در ۲۹ اوت ۱۹۶۰، بر اثر انفجار بمب در دفتر کارش در سن ۴۳ سالگی کشته شد.